# 징산 공원

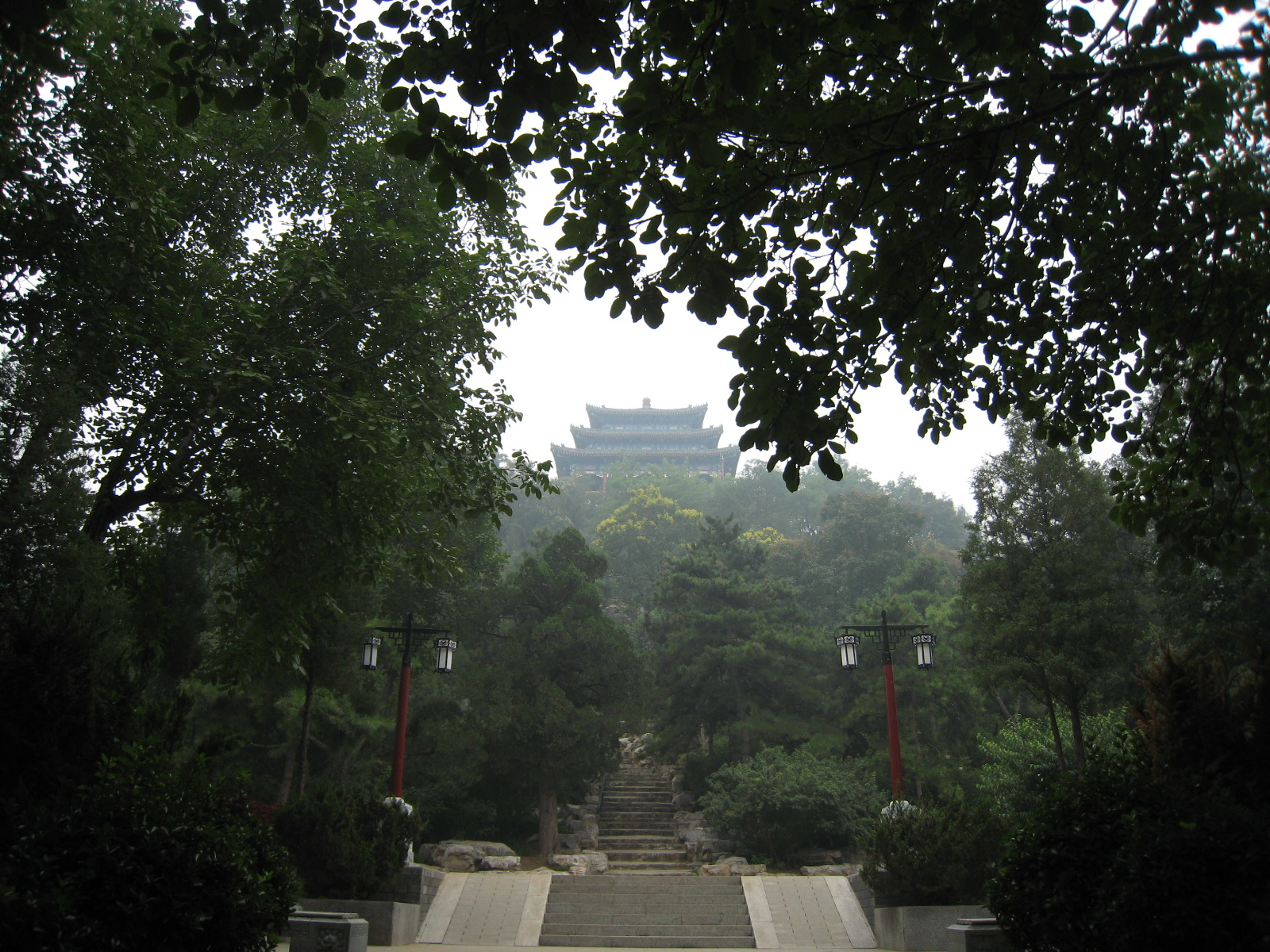
산 정상을 향해 바라본 광경.

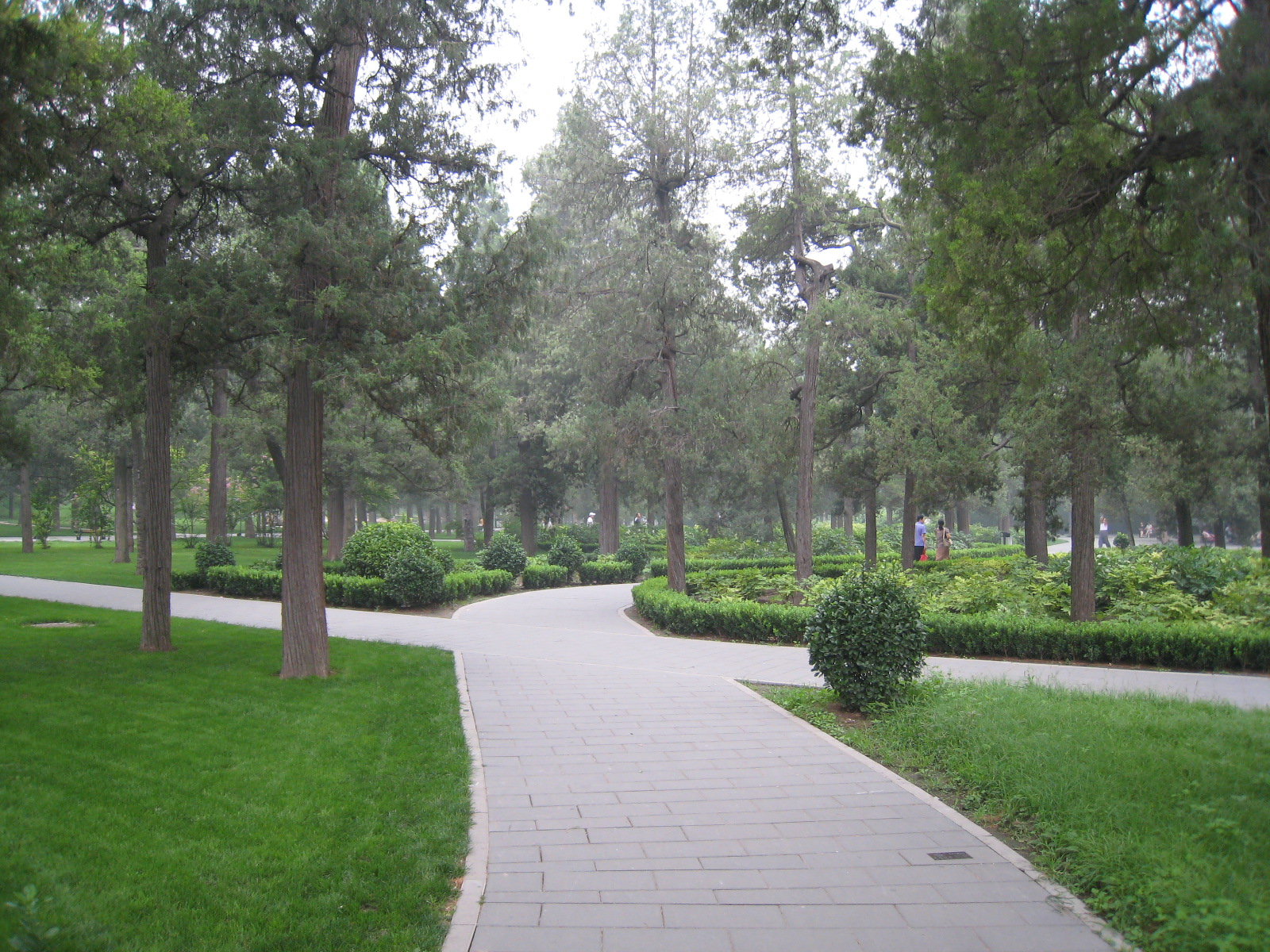
공원의 오솔길.

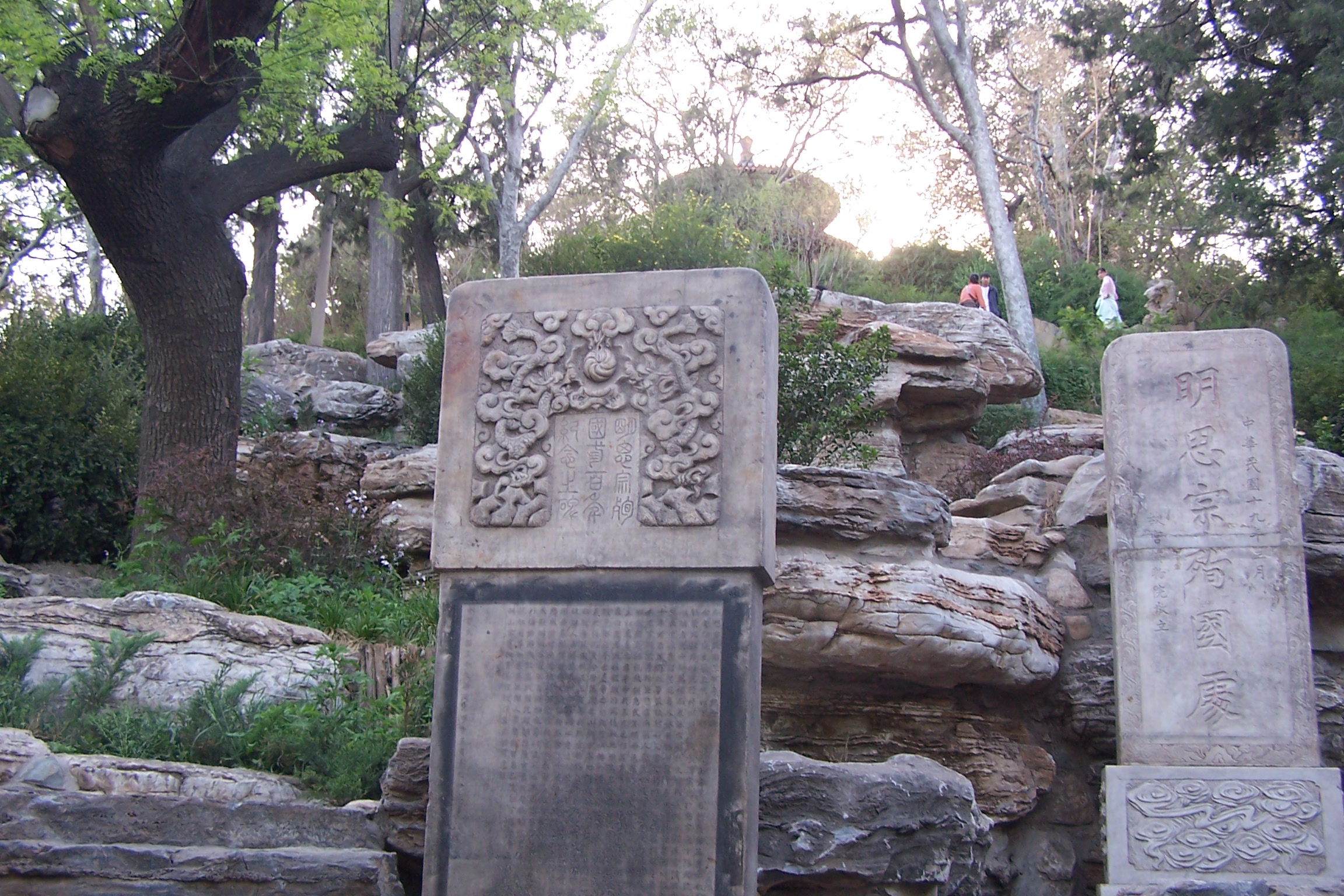
베이징의 경산공원

경산(중국어: 景山)은 중국 베이징 시청 구(중국어: 西城区)에 위치한 인공산이다. 베이징 중심 축 상 자금성 북쪽 바로 위에 위치한다. 남쪽으로는 자금성의 신무문(神武门)을 면하고, 서쪽으로는 북해(北海)에 임한다. 원래는 황실 정원으로 사용되었으나, 근래에 와서 일반인에게 공개된 공원이 되었다.
경산공원(중국어: 景山公园)의 면적은 약 23헥타아르인데, 경산이 주요 부분을 차지한다. 공원 내에는, 송백(松柏)이 울창하며, 모란이 많이 피어 있다.

## 역사
경산은 진산(镇山)、만세산(万岁山), 매산(煤山)이라고 불리기도 하는 산이다.
13세기 중엽에는 원나라 황궁의 일부분이었다.
경산은, 15세기 초, 명나라 영락제 재위 년간(영락제 18년(1420년)에 건축되었다. 원나라가 베이징에서 물러가고 수도 베이징을 건축할 때 지어졌다. 경산은 황궁을 둘러싸는 해자와 근처 인공 연못들을 만들면서 퍼낸 흙을 쌓아 만든 45.7m 높이의 인공산으로 조성되었다. 오직 당시 인력 혹은 동물을 이용한 운송수단만을 이용하여 이만한 산을 쌓은 것이 경이로운 점이다. 산상에는 송백을 편식하였으며, 원내에는 학과 사슴이 무리를 이루게 하였다. 북쪽 부근에는 수황전(寿皇殿) 등 황궁 누각이 지어졌으며, 다양한 종류의 과수를 심었다. 중양절마다 황제는 산을 올라 연음을 베풀어야 했다.
풍수의 설법에 따르면, 배후에 산을 두르고, 산 남쪽에 거처를 두는 것이 이롭다고 한다. (이것은 실제로도 북풍을 막고, 외적의 침입을 억제하는 데 도움이 된다.). 베이징이 명나라의 수도가 아닐 당시, 다른 곳의 명나라의 황궁들은 모두 산 아래 자리잡고 있었다. 명나라는 베이징으로 천도하였으나, 적당한 산이 없었다. 그래서 산을 하나 만들게 된 것이었다. 이것이 경산이 풍수산(风水山)이라고 불리기도 하는 까닭이다.
숭정(崇祯) 17년(1644년) 구력 3월 19일, 이자성의 군대가 베이징으로 쳐들어오자, 명나라 마지막 황제 숭정황제는 신무문으로 나와 경산 동쪽 비탈 홰나무(槐树) 밑에서 자살하였다. 당시 33세였다.
명, 청 대, 경산은 베이징에서 가장 높은 곳이었다. 민국 17년(1928년), 경산은 공원으로 지정되었다. 1955년에는 다시 대외적으로 개방되었으며, 1957년에는 베이징 시의 제일 중점문물보호단위로 지정되었다.

## 경산오정

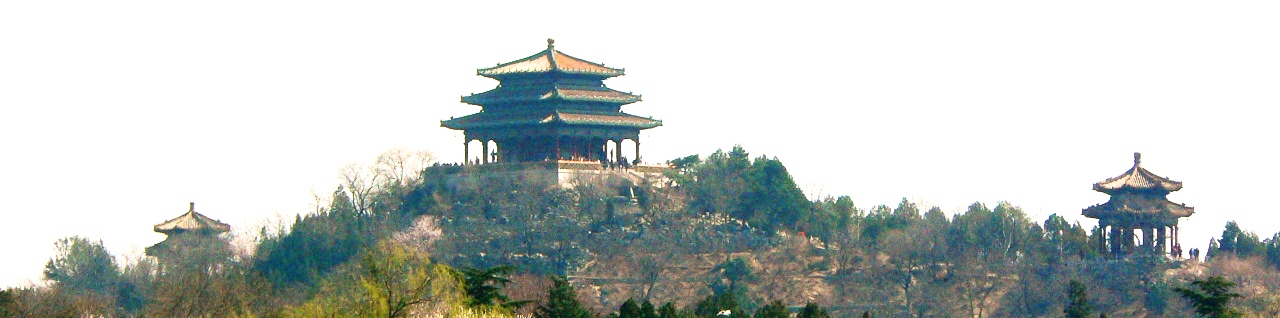
관묘정, 만춘정, 집방정

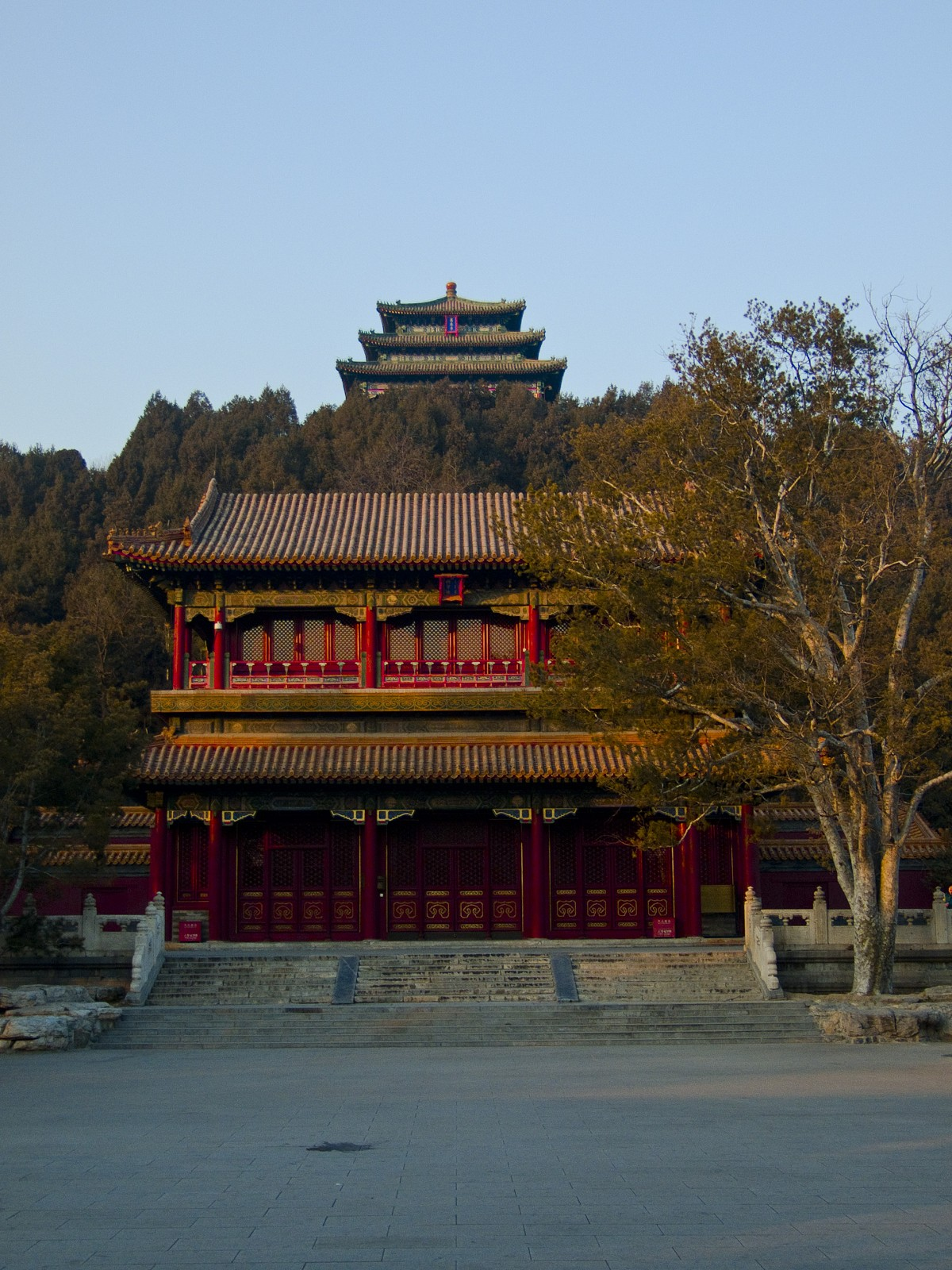
기망루와 만춘정

경산 정상에는 다섯 개의 작은 봉이 있다. 각 봉에는 한 개 씩의 정자(亭子)가 들어서 있다. 경산오정은 주상정(周赏亭), 관묘정(观妙亭), 만춘정(万春亭), 집방정(辑芳亭), 부람정(富揽亭)의 다섯 개이다. 만춘정이 최고점이자, 북경시의 중심이 된다.
경산오정은 건륭제 16년(1751년)부터 건설되었다. 집방정에는 처마로서 팔각 찬첨정(攒尖顶)이 올라가 있었다. 집방정은 녹색의 유리와(琉璃瓦)로 덮여 있었으며, 황색의 테두리가 둘러싸고 있었다. 정자 내에 오방지불의 하나인 아미타불 불상이 하나 있었는데, 1900년 팔국연합군이 탈취해갔다.
만춘정에서는 남쪽으로 휘황찬란한 자금성을 내려다 볼 수 있다. 북쪽으로는 북경중축선(中轴线)의 종고루(钟鼓楼)을 볼 수 있으며, 서쪽으로는 북해의 백탑을 볼 수 있다.

## 자금성과의 관계
경산은 자금성과는 해자로 분리되어 있다. 1928년까지는 해자 바로 옆에 경산이 있어서 자금성의 신무문을 통해서만 접근이 가능하였다. 황궁 해자 북쪽으로 1928년 신경산로가 건설되면서 자금성과 경산은 완전히 분리되었다. 현재 신무문은 자금성박물관의 출입구가 되었으며, 경산공원의 출입구는 신경산로 북쪽에 배치되었다.
자금성과 경산공원 모두 신경산로 주소를 갖는다.

## 같이 보기
- 북위 39° 55′ 25″ 동경 116° 23′ 26″ / 북위 39.92361°  동경 116.39056°